# Lathyrus nissolia
Lathyrus nissolia es una planta de la familia de las fabáceas.

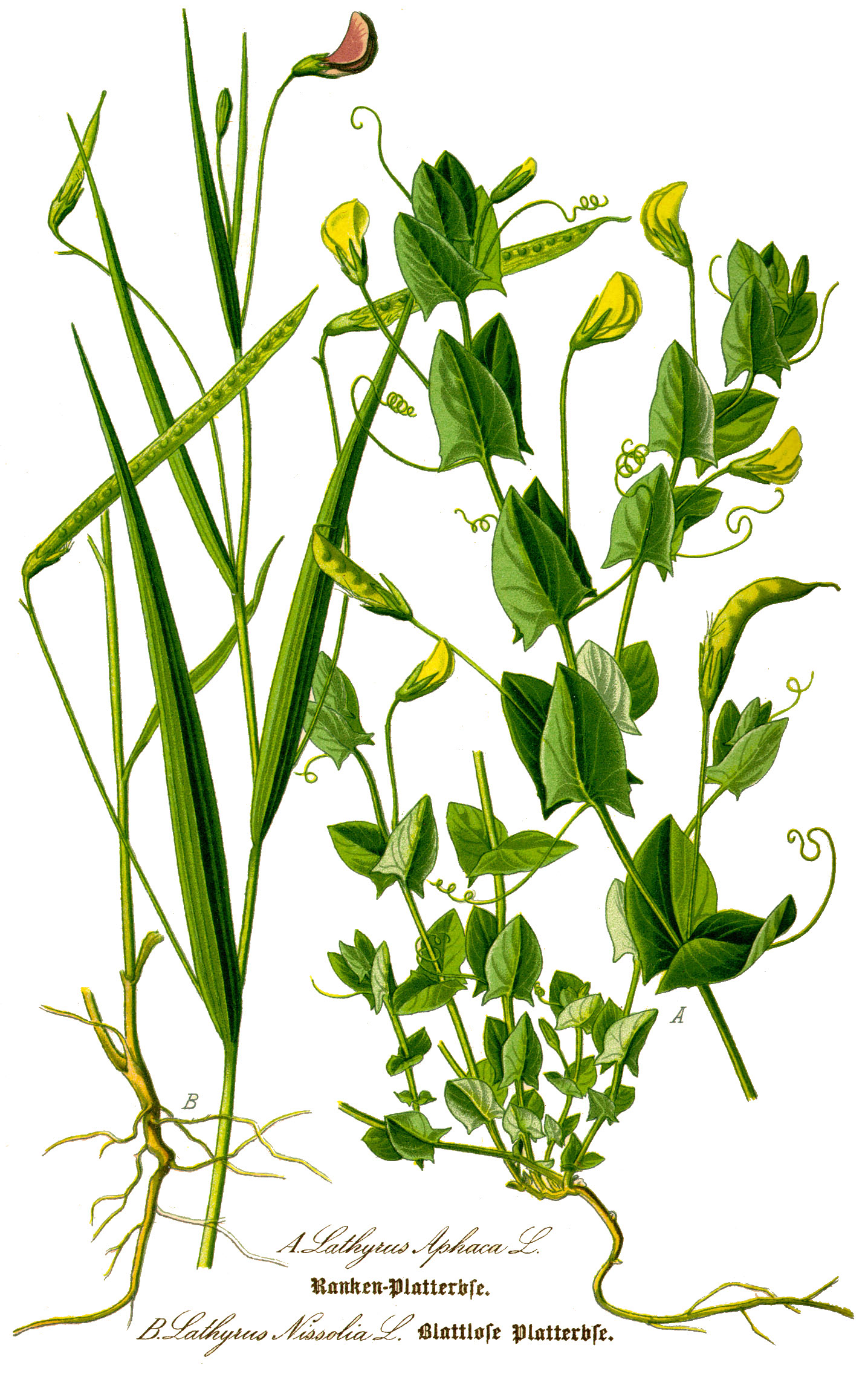
Ilustración

## Descripción
Lathyrus nissolia es una especie fácilmente distinguible por sus hojas sin folíolos lineales, parecidas a la hierba, y sus 1-2 flores carmesí en largos cabillos. Erecta, casi glabra, anual de hasta 90 cm; zarcillos ausentes. Flores de 8-18 mm; dientes de cáliz desiguales, mucho más cortos que el tubo del cáliz. Vaina de 3-6 cm. Florece en primavera y verano.

## Hábitat
Habita en lugares de hierba, junto a carreteras y barbechos.

## Distribución
En gran parte de Europa, excepto en la Europa septentrional y en Irlanda. En el centro de España aparece en prados de siega y en comunidades de Querco-Fraxinetum.

## Taxonomía
Lathyrus nissolia fue descrito por Carlos Linneo y publicado en Species Plantarum 2: 729. 1753.
Citología
Número de cromosomas de Lathyrus nissolia (Fam. Leguminosae) y táxones infraespecíficos: 2n=14
Etimología
Lathyrus: nombre genérico derivado del griego que se refiere a un antiguo nombre del "gisante".
nissolia: epíteto
Sinonimia
- Orobus nissolia Döll	[5]